# Шнайдер Діана Максимівна
Діана Максимівна Шнайдер (рос. Диа́на Макси́мовна Шна́йдер нар. 2 квітня 2004) — російська тенісистка, майстер спорту Росії. Переможниця п'яти турнірів WTA (з них чотири – в одиночному розряді); чвертьфіналістка одного турніру Великого шолома у парному розряді (Ролан Гаррос-2024); срібний призер Олімпійських ігор 2024 року у парному розряді.

## Біографія
Шнайдер народилася в Жигульовську від батька Максима та матері Юлії. Її батько - юрист і колишній боксер німецького походження, а мати - вчителька англійської мови. Пізніше її родина переїхала до Тольятті.
Вона почала грати в теніс у віці чотирьох років. У віці восьми років вона почала серйозно займатися спортом, тренуючись у тренера Самвела Мінасяна в Москві.  У 2022 році вона переїхала до Сполучених Штатів і вступила до Університету штату Північна Кароліна, де грала в теніс за команду NC State Wolfpack.
Фірмовий образ Шнайдера на корті — синя бандана в горошок. Вона почала носити хустки в дитинстві, щоб запобігти сонячним опікам, віддаючи їм перевагу над кепками та козирками.

## Рейтинг в WTA
| Рік  | Одиночний |
| ---- | --------- |
| 2021 | 1065      |
| 2022 | 182       |
| 2023 | 60        |
| 2024 | 13        |